# وست لیک، تگزاس
وست لیک (به انگلیسی: Western Lake) یک منطقهٔ مسکونی در ایالات متحده آمریکا است که در تگزاس واقع شده‌است. وست لیک ۱٬۵۲۵ نفر جمعیت دارد و ۲۴۵٫۹۸ متر بالاتر از سطح دریا واقع شده‌است.